# Đông Linh tự
Chùa Thanh Am có tên là Đông Linh tự, là một ngôi chùa cổ tại số 76, Tổ 24 phố Thanh Am, phường Thượng Thanh, Long Biên, Hà Nội.

## Lịch sử
Động Linh tự thuộc làng Việt cổ Thanh Am, trong quần thể di tích Trạng Trình - Nguyễn Bỉnh Khiêm. Làng Thanh Am do Nguyễn Bỉnh Khiêm đưa con cháu và dân làng tới định cư ở đây và xây dựng thành, với tên lúc đầu là làng Hoàng Am.
Sự cổ kính và hoành tráng của Động Linh tự chỉ còn lại ít nhiều trên các tấm bia đá và đặc biệt là quả chuông được chế đúc dưới thời Tây Sơn, niên hiệu Cảnh Thịnh thứ nhất (1793) và bia Hậu Phật có niên hiệu Gia Long thứ hai (1803).
Quả chuông được đúc dưới thời Tây Sơn, niên hiệu Cảnh Thịnh thứ nhất (1793) là di vật quý giá còn lại của Chùa. Chuông cao 0.82m; nếu kể cả phần chót trên cùng là 1,20m; đường kính 0,57m; chu vi 1,57m. Quai chuông hình con Bồ Lao (một loài vật giống rồng, bơi lướt trên mặt biển).
Chùa được tôn tạo lại năm 2002, hoàn thành vào ngày 20 tháng 4 năm Quý Mùi (2003). Hoàn thành nhà Tổ ngày 15 tháng 11 năm Quý Mùi (2003).